# Orsola Benincasa
Orsola Benincasa (Nàpols, 21 d'octubre de 1547 - 20 d'octubre de 1618) fou una religiosa i mística napolitana, fundadora de les Eremites i Oblates de la Immaculada Concepció, avui Germanes Teatines de la Immaculada Concepció de Maria Verge. Ha estat proclamada venerable per l'Església catòlica.
Sor Orsola representa en el panorama religiós de la Nàpols de la Contrareforma l'expressió i la voluntat d'una religiositat autònoma que la institució de l'Església no admeté; per això es proposà reintegrar la religiosa dins dels límits de l'obediència a l'autoritat.

## Biografia
Orsola Benincasa va néixer a Nàpols, filla de Girolamo, originari de Siena, i emparentat amb Santa Caterina de Siena, i de Vincenza Genuina. Dotada de gran fervor religiós, de jove volgué ingressar en les Clarisses Caputxines de Santa Maria di Gerusalemme, però no hi fou acceptada. El 1581 va retirar-se a un eremitori al Castel Sant'Elmo, al turó del Vomero, adquirint fama de santedat i atraient moltes deixebles.
Després d'una experìència mística, el 3 de maig del 1582 fou rebuda a Frascati per Gregori XIII, a qui comunicà que havia rebut de Déu l'encàrrec de fer-li arribar la necessitat de reforma de tota l'Església Catòlica Romana. Fou examinada per una comissió, de la qual formaven part Giulio Antonio Santorio i Felip Neri, que en reconegueren la virtut.
Va tornar a Nàpols i el 1582 va fundar la congregació religiosa de les Oblates de la Santíssima Concepció de Maria, germanes de vida activa dedicades a l'educació de les nenes. Una nova visió, el 2 de febrer de 1617, va fer que fundés les Eremites de la Immaculada Concepció de Maria Verge, monges de vida contemplativa i clausura, dedicades a la pregària, per donar suport espiritual a la tasca de les Oblates.
Abans de morir, Benincasa va demanar que les seves religioses estiguessin sota el govern i la direcció espiritual dels Clergues Regulars Teatins, però els teatins van refusar-ho, ja que les seves constitucions ho impedien. Només el 1633 van obtenir l'autorització d'Urbà VIII, i les Oblates i Eremites van quedar sota la jurisdicció dels teatins, passant a ésser conegudes com a Teatines.
Morí a Nàpols el 20 d'octubre de 1618.

## Veneració
Les virtuts heroiques d'Orsola Benincasa foren proclamades el 7 d'agost de 1793 a l'església teatina de Sant'Andrea della Valle (Roma) per Pius VI, convertint-se en venerable.

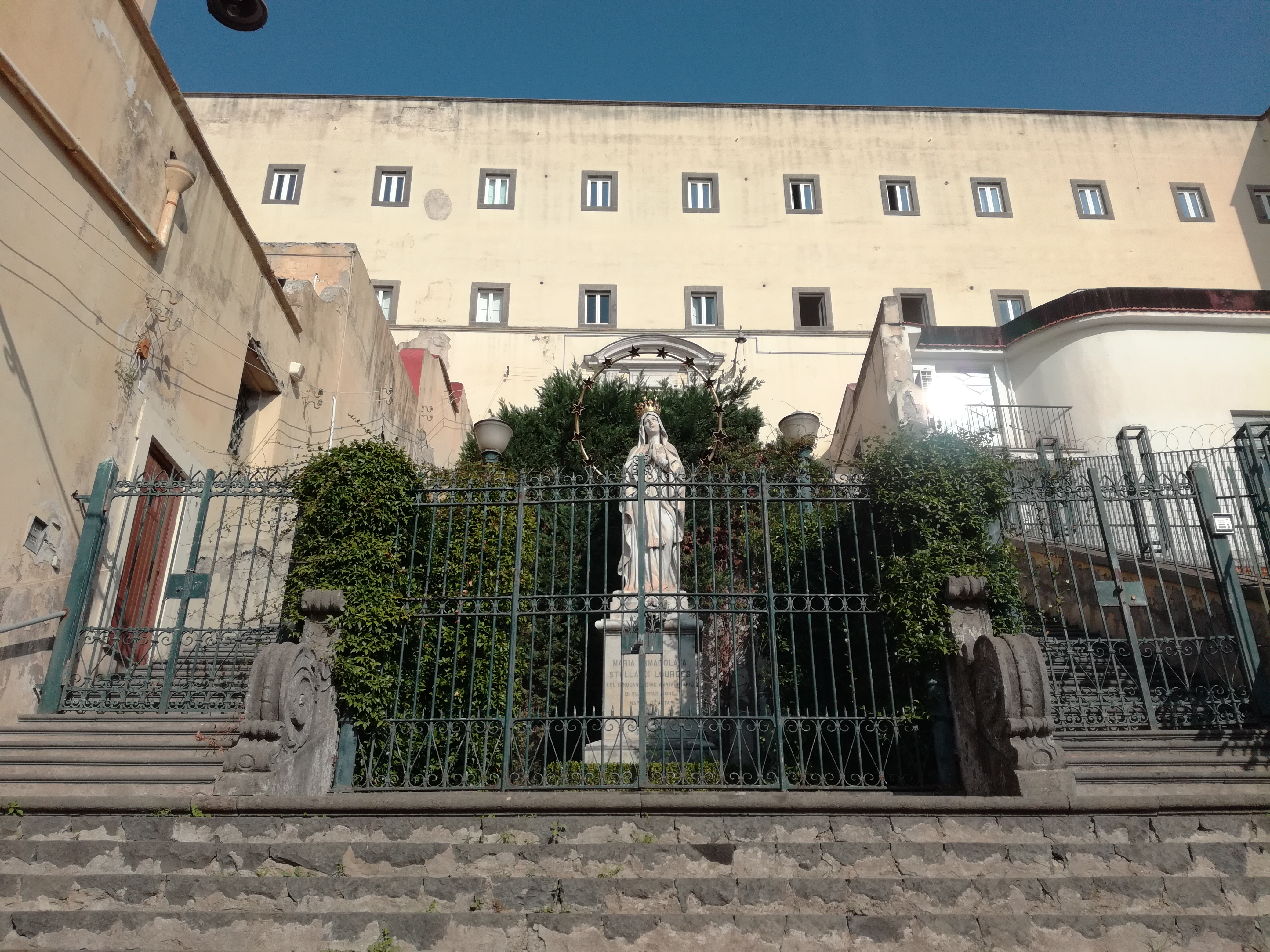
Complex Orsola Benincasa, a Nàpols, antic convent de les Eremites Teatines i lloc d'enterrament de la fundadora.

## La Universitat
A la ciutat de Nàpols hi ha la Universitat privada Suor Orsola Benincasa (en italià Università degli Studi Suor Orsola Benincasa, UNISOB), fundada el 1885, que ofereix estudis jurídics, humanitats i ciències de l'educació, psicològiques i de la comunicació. La seu ocupa dos monestirs fundats entre els segles XVI i XVII per Orsula Benincasa, dins de la Ciutadella Monàstica que avui porta el seu nom.